# Joseph Divoort
Joseph Divoort est un homme politique bruxellois qui était fabricant de chapeaux à Uccle et membre de l'alliance libérale.
Aux élections de 1932 le parti libéral s'était scindé en deux, les bleu pâle et les bleu foncé. Ces derniers formaient l'association libérale classique à laquelle appartenait Joseph Divoort.

## Carrière
Joseph Divoort fut bourgmestre d'Uccle de 1933 à 1938. Il a remplacé le bourgmestre Jean Van der Elst qui était tombé malade et il acheva son mandat jusqu'en 1938.
Il joua un rôle important dans la modernisation de cette commune bruxelloise.
Pour l'honorer la commune d'Uccle a donné son nom à une voie publique, l'avenue Joseph Divoort.

## Origines
L'étymologie de son nom est composé de "Died" et de "voorde" qui signifie "un gué public" destiné au passage des hommes. Il a la même origine que les noms Van Dievoort ou Van Dievoet ou von Dietfurt.
Il existe en Gueldre un hameau du nom de Dievoort.